# 陕西神木煤矿事故
陕西神木煤矿事故指2019年1月12日陕西省神木市百吉矿业李家沟煤矿井下发生的冒顶事故，导致21人死亡。

## 背景
神木市煤炭资源丰富，已探明煤炭储量占中国30%以上。近年来神木已发生汇森凉水井煤矿、刘家峁煤矿“1·6”重大煤尘爆炸事故等多起矿难。在2017年陕西省煤矿全面安全体检专项工作中，陕西煤矿安全监察局曾提醒神木市所在的榆林注重预防大面积冒顶引发事故。
2011年9月21日，陕西省国际信托股份有限公司（陕国投）发行神木县百吉矿业李家沟煤矿综采建设项目贷款信托产品，帮助融资建设。然而，发生事故的李家沟煤矿曾涉嫌违规获批探矿权，而涉事的百吉矿业是一架股份制民营企业，2017年曾被列为陕西省煤矿“体检”专项工作的责令停产停建整改煤矿，后于2018年5月刚通过陕西煤矿安全监察局二级安全生产标准化验收。

## 经过
当班入井矿工共87人，事故发生后煤矿发生冒顶事故，66人安全升井，另外21人被困，截止13日6时50分已确认被困矿工全部遇难。

## 后续
1月14日，神木市公安局依法对百吉有限责任公司法人代表与李家沟煤矿矿长、安全矿长、生产矿长、总工程师、掘进队队长共6人刑事拘留。1月18日，神木市公安局依法对百吉有限责任公司大股东张某某和宋某某刑事拘留。
1月31日，国务院安委会办公室通报对事故的初步分析和暴露出的主要问题，包括违规承包、违规布置连采工作面、随意开口掘进巷道、未严格执行防尘降尘措施、事故发生后人为修改监控系统数据等。